# بدغيات الشكل
بدغيات الشكل (الاسم العلمي: Anguimorpha) رتيبة سحالي من رتبة الحرشفيات، تضم ثمانية فصائل.